# Henrik Dahl (politiker)
 Der er flere personer med dette navn, se Henrik Dahl.
Johan Henrik Dahl (født 20. februar 1960 i Aarhus) er en dansk politiker, sociolog, livsstilsforsker, forfatter og samfundsdebattør. Han har været medlem af Europa-Parlamentet, valgt for Liberal Alliance og i parlamentet tilsluttet Gruppen for Det Europæiske Folkeparti siden juli 2024. Fra 2015 til 2024 var han medlem af Folketinget valgt i Sydjyllands Storkreds for Liberal Alliance.

## Baggrund og karriere
Henrik Dahl blev født i Vejlby-Risskov som søn af sognepræst Paul Dahl og lektor Inger Marie Dahl.
Han flyttede sammen med forældrene til Vestsjælland, da han blot var 1 år.[kilde mangler] Han er opvokset i Skærbæk, hvortil familien kom da Henrik Dahl var 8 år.[kilde mangler] De var 7 søskende.
Henrik Dahl blev student fra Ribe Katedralskole i 1978 og uddannede sig som sprogofficer i russisk fra 1978 til 1980.
I 1987 blev han cand.scient.soc. fra Københavns Universitet og året efter M.A. in Communications fra University of Pennsylvania. Fra 1988 til 1990 var han medieforsker ved Danmarks Radio og blev derefter ph.d.-studerende ved Handelshøjskolen i København fra 1990 til 1993, hvor han samtidig var adjunktvikar,
og hvor han udgav artikler om DR og radiolytning.
Hans ph.d.-afhandling kom i 1993 og havde titlen: The Pragmatics of Persuasion. A Dissertation. I 1993-94 var han adjunkt ved PR-uddannelsen på RUC. Derefter var han forskningschef og analysefaglig direktør ved ACNielsen AIM A/S fra 1994 til 1998, hvor han blev medstifter og ejer af analysefirmaet Explora (tidligere Advice Analyse). Fra 2003 var han adjungeret professor ved Institut for Ledelse, Politik og Filosofi på Handelshøjskolen i København.
Henrik Dahl har 3 børn fra et tidligere ægteskab. Han dannede siden par med først folketingspolitikeren Christine Antorini (2003-2008) og derefter forfatteren Lone Hørslev.
Han er gift Christina Yoon Søttrup Dahl.
Henrik Dahl medvirkede som livsstilsekspert i bl.a. tv-programmet Kender du typen? på DR1 og har været vært på radioprogrammet Dahls duel på P1 (2004-05).

## Politisk karriere
Den 29. april 2014 offentliggjorde han at han stillede op som folketingskandidat for Liberal Alliance i Sydjyllands Storkreds. Han begrundede sin opstilling for partiet med, at han ønskede en værdikamp, der kunne kæmpes igennem Liberal Alliance.
Han blev valgt ind ved Folketingsvalget 2015 for storkredsen med 2.902 personlige stemmer.
I Folketinget er han partiets uddannelses- og forskningsordfører, europaordfører og ordfører for afbureaukratisering.
Derudover er han næstformand for Uddannelses- og Forskningsudvalget.
Han gjorde sig i 2018 bemærket ved, at være det eneste Folketingsmedlem fra Liberal Alliance der offentligt støttede et burkaforbud 
Ved Folketingsvalget 2019 blev Henrik Dahl genvalgt med 1737 personlige stemmer, og slog derved spidskandidaten Steen H. Iversen i kredsen. I 2022 blev han genvalgt til Folketinget i Sydjyllands Storkreds. Denne gang som spidskandidat med 5.779 personlige stemmer, og hermed 2. flest i Liberal Alliance ved valget.

### "Overdreven aktivisme i visse forskningsmiljøer"
I 2021 var Dahl central i en diskussion om "visse humanistiske og samfundsvidenskabelige forskningsmiljøer".
Han havde i oktober 2020 udgivet bogen Den sociale konstruktion af uvirkeligheden,
hvor han kritiserede hvad han anså som identitetspolitiske antiliberale tendenser specielt indenfor hvad der blev betegnet "forurettelsesstudier".
Med Morten Messerschmidt anmeldte han i marts 2021 en forespørgsel til Uddannelses- og forskningsminister Ane Halsboe-Jørgensen der bar titlen "Om overdreven aktivisme i visse forskningsmiljøer" og hvor der blev spurgt:
| „ | Er ministeren enig i, at der i visse humanistiske og samfundsvidenskabelige forskningsmiljøer er problemer med overdreven aktivisme på bekostning af videnskabelige dyder, og er ministeren enig i, at en sådan tendens kalder på handling i lighed med det opgør, den franske regering har udmeldt, og den undersøgelse af problemets omfang, som den har iværksat? | “ |

Den franske undersøgelse der blev henvist til var blevet iværksat af ministeren for videregående uddannelser og forskning, Frédérique Vidal, som mente at en "venstreislamisme" (fransk: islamo-gauchisme) "æder sig ind på universiteterne og samfundet".
Det franske forskningsinstitut CNRS skulle stå for kulegravningen af fænomenet.
I Danmark førte Dahl og Messerschmidts arbejde til en vedtagelse i Folketinget sidst i maj 2021.
Udover de to var forslaget også fremsat af Bjørn Brandenborg, Ulla Tørnæs, Britt Bager, Peter Seier Christensen og Jens Rohde. I den vedtagne tekst hed det blandt andet:
| „ | Folketinget har den forventning, at universiteternes ledelser løbende sikrer, at selvreguleringen af den videnskabelige praksis fungerer. Det vil sige, at der ikke forekommer ensretning, at politik ikke forklædes som videnskab, og at det ikke er muligt systematisk at unddrage sig berettiget faglig kritik. | “ |

### NT
I 2013 debuterede Dahl som romanforfatter med NT : en forstadstragedie",
— en satirisk roman om kvinden Katrine der er sygeplejerske på Rigshospitalet. Hun tager et kursus på en ernæringshøjskole indenfor "Ny Tradition" med regler om blandt andet ernæring og brug af teknologi og de regler indefører hun i hjemmet.
Omend romanen fik nogle gode anmeldelser, så var anmeldelserne i Dagbladet Information og Politiken ganske negative.
Nils Gunder Hansen havde selv anmeldt romanen og fandt at den "udvikler sig ikke til stor litterær kunst, men den er begavet satire og bidende underholdning."
Han kritiserede efterfølgende de negative anmeldelser, mente at folk i "universitetsverdenen, blandt forfatterne, på den politiske centrum-venstrefløj" var "sure på" Dahl, og Hansen troede at romanen ville have fået bedre anmeldelser hvis den havde været skrevet af en ukendt yngre debutant.
Henrik Dahl selv legede med tanken om at oprette en ankenævn for unfair litteraturanmeldelser.

## Andre hverv
- Næstformand for Sammenslutningen af Medieforskere i Danmark (1993-94).
- Censor ved diverse danske universiteter (1994-)
- Medlem af BioTIK-gruppen under Erhvervsministeriet (1997-99).
- Medlem af referencegruppen for Det Digitale Danmark under Forskningsministeriet (1998-00).
- Medlem af arbejdsudvalget i Nyt Europa (1998-01).
- Medlem af kulturministerens tænketank vedr. fremtidens public service (1999-)
- Medlem af oplysningsudvalget under kulturministeriets Anti-doping Danmark (2000-)
- Den 11. februar 2011 blev han af kulturminister Per Stig Møller udpeget som medlem af Værdikommisionen

## Priser
Henrik Dahl modtog i 1998 Danmarks Radios Rosenkjærpris og i 2000 Columbus-prisen.
Han blev i januar 2021 nomineret til Fornsmark-prisen.